# Ruben Bierer
Ruben Bierer (auch: Reuben, Rubin; geboren 10. Mai 1835 in Lemberg, Kaisertum Österreich; gestorben 5. Dezember 1931, Lwów, Polen) war ein österreichischer Chirurg und Zionist. Er war Arzt in Sofia und einer der ersten Vorkämpfer des jüdischen Nationalismus überhaupt sowie einer der ersten aktiven Zionisten in Galizien und Bulgarien, Mitglied der Chowewe-Zion in Galizien, Österreich und Bulgarien.

## Leben
1867 war er in Lemberg Mitbegründer des ersten jüdisch-politischen Vereins Österreich-Ungarns, „Schomer Israel“; als Gegner der polnischen Assimilation brachte er für die Reichsratswahlen von 1873 ein jüdisch-ruthenisches Wahlbündnis zustande; 1878 Einberufung des ersten galizisch-jüdischen Gemeindetages; 1879 Trennung vom „Schomer Israel“, der in zunehmendem Maß die Assimilation vertrat, und Übersiedlung zwecks medizinischer Studien nach Wien, wo er sich auch – mit Peretz Smolenskin – um die Schaffung eines jüdisch-politischen Vereins bemühte – „Ahawath Zion“ (Ahavat Zion, religiös ausgerichtete Gesellschaft zur Kolonisierung in Palästina)
Im Jahr 1882 war er Mitgründer der Wiener Kadimah (Studentenverbindung), 1883 kehrte er nach Lemberg zurück, dort Gründung des ersten jüdisch-nationalen Vereins des österreichischen Ostens, „Mikra Kodesch“, und Organisation der ersten „Makkabäer-Feier“ Galiziens.
1885 Übersiedlung nach Serbien, 1900 wieder Lemberg, wo er den „Schomer Israel“ in jüdisch-nationalem Sinne reaktivierte, damit allerdings wenig Erfolg hatte, woraufhin er sich bald gänzlich aus dem öffentlichen Leben zurückzog.
1880 veröffentlichte er Die Culturmission in Jerusalem im jüdisch-nationalen Sinne (darin die Forderung des Hebräischen als Unterrichtssprache wie überhaupt die Forderung nach einem nationaljüdischen Lehrplan).
Ruben Bierers Sohn war Josef Samuel (Joshua) Bierer, später Zionistenführer in der Bukowina.

## Begriffsgeschichte „Zionismus“
Unbestritten hat Nathan Birnbaum den Begriff „Zionismus“ (abgeleitet von „Zion“, dem Namen des Jerusalemer Tempelberges) um 1890 herum geprägt. Das Substantiv „Zionismus“ erscheint erstmalig in der Selbst-Emancipation III, 4, vom 16. Mai 1890. Aber Birnbaum ist nicht der Schöpfer dieses Begriffs, der Begriff war schon in Gebrauch, z. B. steht in einem Brief Ruben Bierers vom 9. Dezember 1888 der Ausdruck „zionistischer Brudergruss“; „Zionist“ findet sich schon 1877 in einer rumänisch geschriebenen Broschüre (Jahresbericht des Ordens „Zion“ in Bukarest).